# Shukkei-en

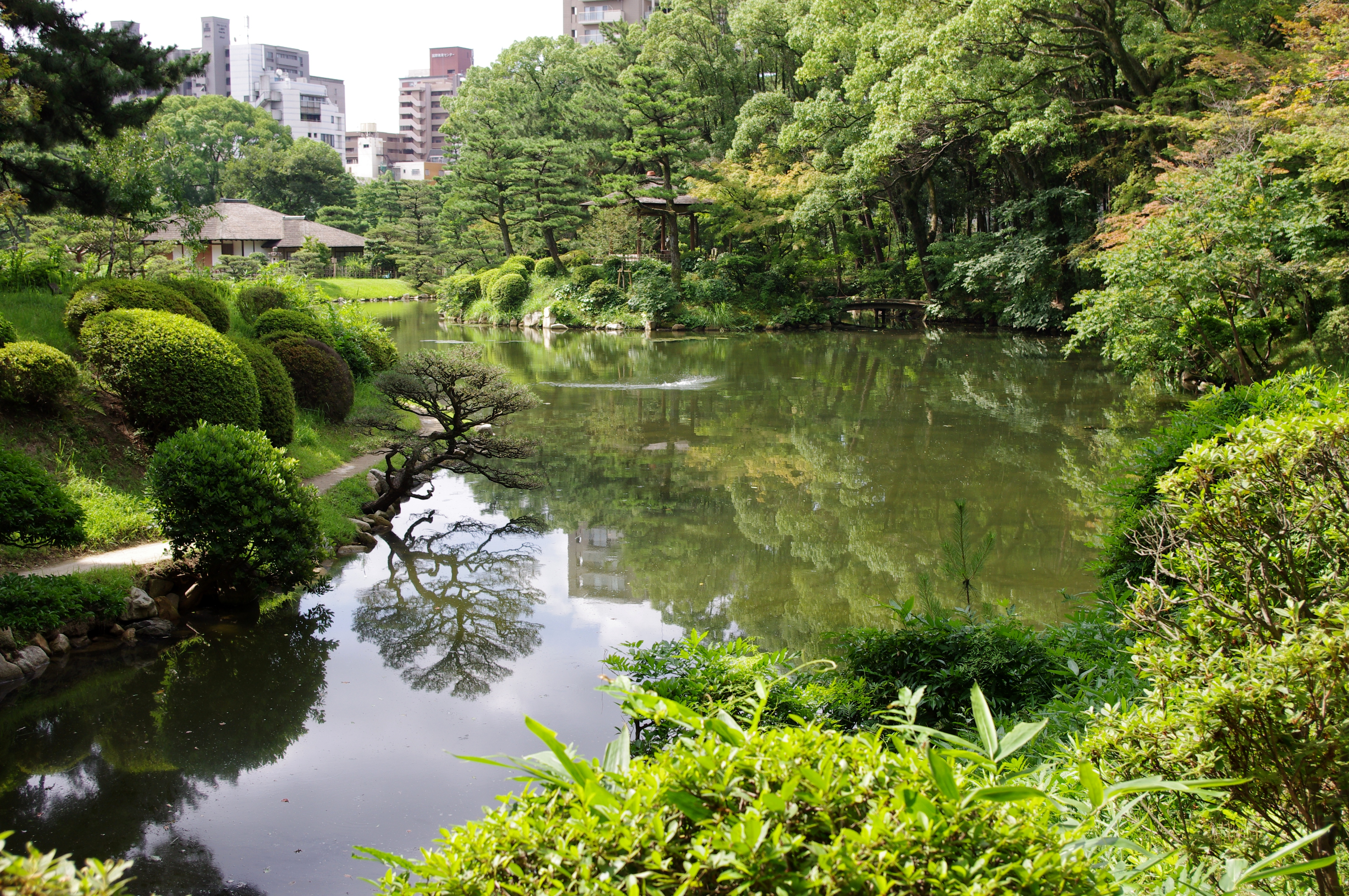
Shukkei-en

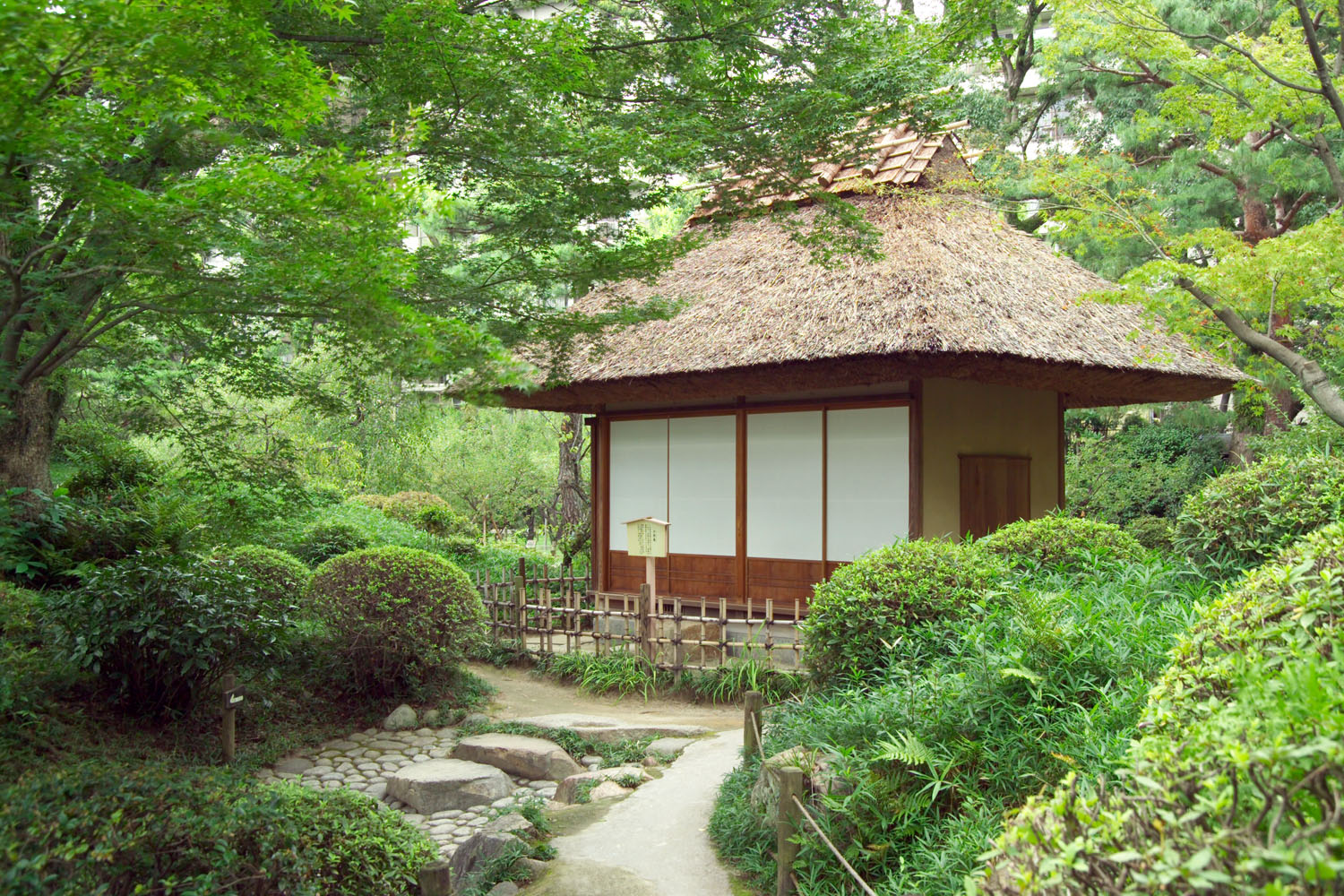
Pawilon herbaciany

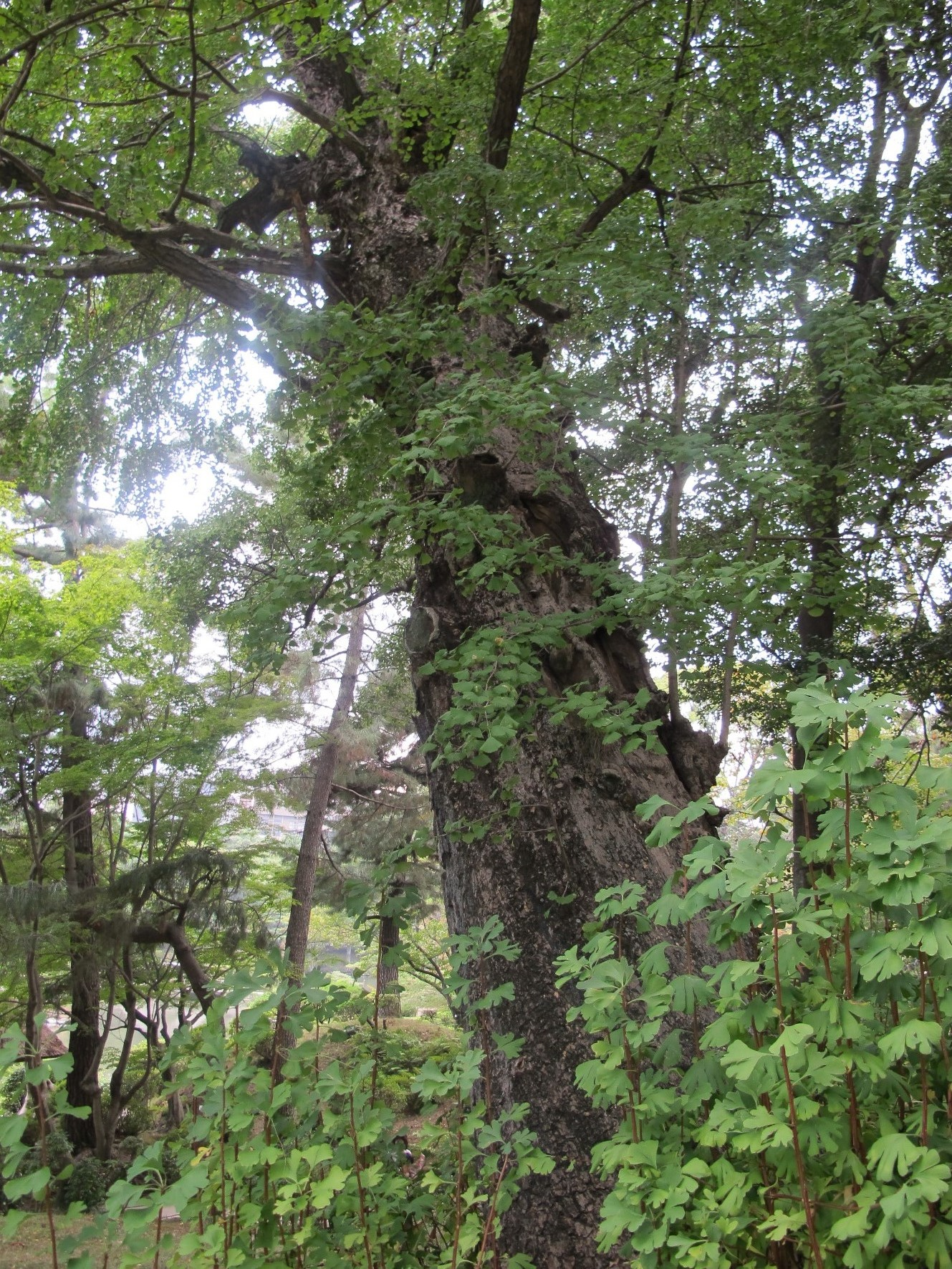
Ocalały miłorząb

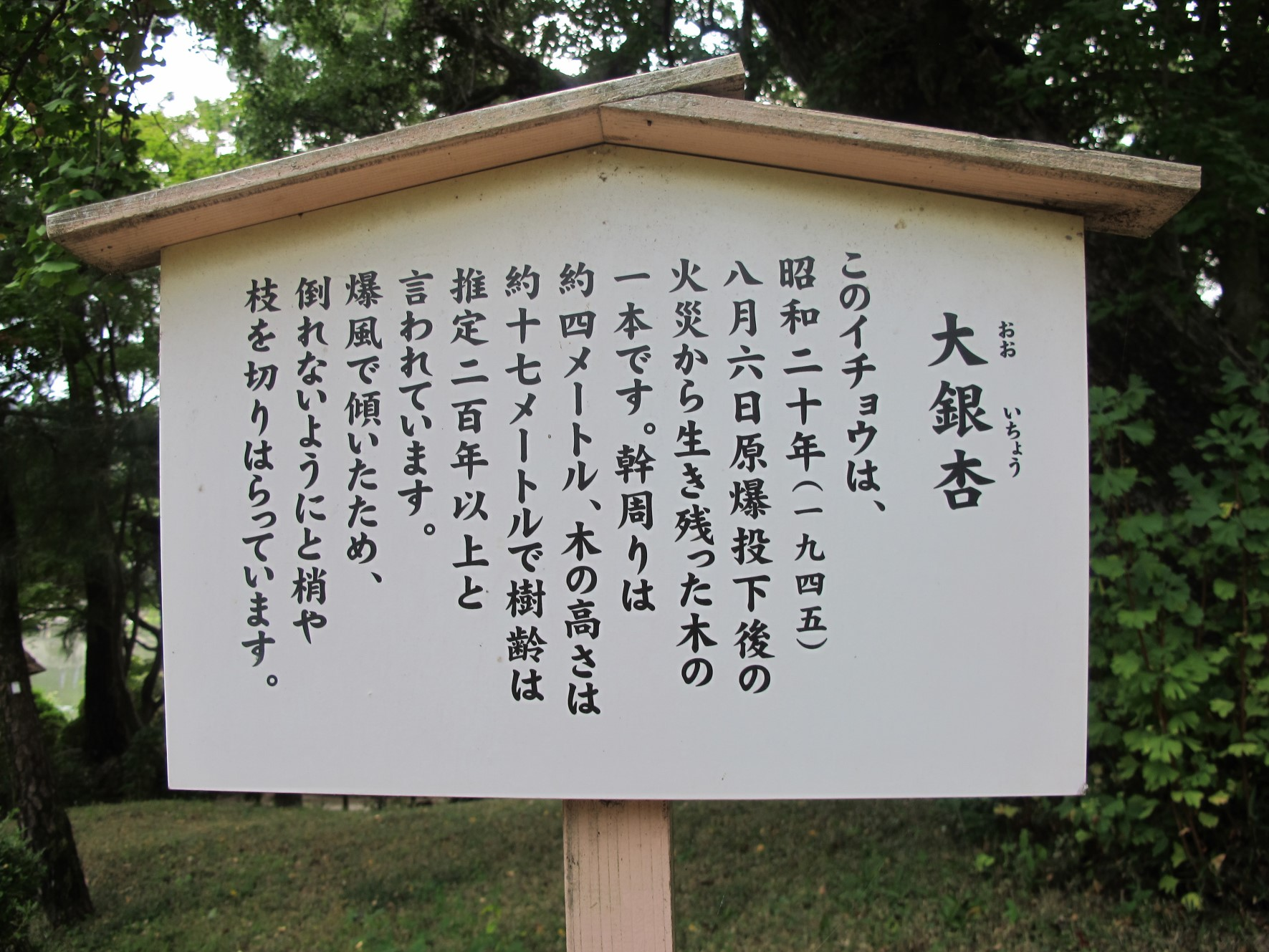
Tablica informująca

Shukkei-en (jap. 縮景園; pol. Ogród Miniaturowych Krajobrazów) – tradycyjny ogród japoński w Hiroszimie, założony w 1620 roku (początek okresu Edo).

## Historia
Ogród został stworzony przez daimyō lokalnego hanu (domeny), Nagaakirę Asano (1586–1632), jako ozdoba jego rezydencji. Prace nadzorował, pozostający u niego na służbie wasalnej, mistrz ceremonii herbacianej Sōko Ueda (1563–1650). 
Jeden z kolejnych daimyō tej domeny obejmującej prowincję Aki (obecnie zachodnia część prefektury Hiroszima) i część prowincji Bingo (obecnie wschodnia część prefektury Hiroszima), Shigeakira Asano (1743–1814), zaprosił do siebie mistrza tworzenia krajobrazu ogrodowego z Kioto, Shichirōemona Shimizu, który w latach 1783–1788 dokonał znaczących poprawek.

## Skutki ataku nuklearnego
Położony w centrum Hiroszimy ogród został niemal doszczętnie zniszczony podczas amerykańskiego ataku nuklearnego w 1945 roku. Epicentrum eksplozji było oddalone o 1,2 km. Po wojnie został od podstaw odtworzony i udostępniony zwiedzającym w 1951 roku. W ogrodzie znajduje się stary miłorząb (ginkgo). Tablica przy nim informuje: 
„Ten miłorząb jako jedyne drzewo [w tym ogrodzie] przetrwał burzę ogniową po bombardowaniu atomowym w dniu 6 sierpnia 1945 roku. Obwód pnia: około 4 m, wysokość: około 17 m, wiek drzewa: szacowany na ponad 200 lat. Jest przechylony przez podmuch, przycinanie gałęzi zapobiega jego upadkowi”.